# Mark Burton
Mark Burton, né le 18 mai 1974 à Wellington, est un footballeur international néo-zélandais, évoluant au poste de milieu de terrain.

## Carrière
Burton commence sa carrière au Miramar Rangers, avec qui il remporte la Coupe de Nouvelle-Zélande en 1992. Il décide de quitter son pays pour l'Allemagne et intègre l'équipe réserve du Werder Brême pendant deux ans. 
En 1995, Burton signe avec le VfL Osnabrück où il joue dans le haut de tableau de la troisième division allemande. Sélectionné pour la Coupe d'Océanie 1998, il inscrit le but victorieux, contre l'Australie, en finale de cette compétition. Mark Burton joue avec le Kickers Emden durant la saison 1998-1999 mais le club est relégué. 
Burton participe à la Coupe des confédérations 1999 mais la Nouvelle-Zélande est éliminée dès le premier tour. Il rejoint le VfB Lübeck pour une saison avant de revenir dans son pays, au sein du Football Kingz FC. Après avoir manqué la Coupe d'Océanie 2000, il participe à nouveau à cette compétition, en 2002 et la remporte. Burton inscrit un doublé, en demi-finale contre le Vanuatu. 
La Coupe des confédérations 2003 est une de ses dernières apparitions sous le maillot néo-zélandais. Une année après sa retraite internationale, il prend sa retraite sportive.

## Palmarès
- Vainqueur de la Coupe d'Océanie 1998 avec la Nouvelle-Zélande
- Vainqueur de la Coupe d'Océanie 2002 avec la Nouvelle-Zélande
- Vainqueur de la Coupe de Nouvelle-Zélande en 1992 avec les Miramar Rangers